# جورج بولت
جورج بولت (بالإنجليزية: George Bolt)‏ هو طيار نيوزيلندي، ولد في 24 مايو 1893، وتوفي في 27 يوليو 1963.